# Закоморний Микола Степанович
Мико́ла Степа́нович Закомо́рний (*21 листопада 1901, Ясинувата — †20 лютого 1982, Оффлі, графство Гартфордшир, Велика Британія) — український військовий, громадський і пластовий діяч, чотовий 5-ї Херсонської дивізії Армії УНР, доктор біохімії Познанського університету, науковий співробітник Манчестерського університету; хорунжий Армії УНР. Нагороджений Хрестом Симона Петлюри та Воєнним хрестом.

## Життєпис
Народився в сім'ї Степана Сидоровича Закоморного та Марії Луківни (до шлюбу Забаріна).
Закінчив 5 класів Єнакіївської комерційної школи (1913-1918).
До Армії УНР зголосився 20 березня 1920 року.
Служив у 4-й Київській бригаді.
У таборах для інтернованих перебував з листопада 1920 до 11 червня 1924 року.
Навчався в реальній школі в таборі Щипйорно.
Закінчив гімназію ім. Тараса Шевченка в Каліші та хіміко-технологічний відділ інженерного факультетуту Української Господарської академії в Подєбрадах. Тема дипломної роботи — «Запроектування нафтопереробного заводу для добової переробки 300 тон парафінистої нафти». Мав наміри стати доктором при УГА.
У час роботи у Познанському університеті опублікував у співавторстві кілька посібників польською мовою та низку наукових праць німецькою мовою в журналі «нім. Biochemische Zeitschrift». Основні наукові зацікавлення — хімічні процеси в органічних сполуках під впливом грибків плісені, біохімічні дослідження складників пивного хмелю.
З 1944 — у Німеччині, в таборах для переміщених осіб.
1947 року виїхав у Велику Британію, в Манчестер, де наприкінці лютого 1948 очолив наукову лабораторію філії Інституту пивоваріння (англ. Institute of Brewing) при Манчестерському муніципальному технологічному коледжі (англ. Manchester Municipal College of Technology). На цій посаді працював до 1950 р., а після цього переїхав у м. Лутон, де обійняв посаду головного хіміка-технолога (керівника дослідного відділу) на пивоварному підприємстві «англ. J. W. Green, Ltd» (з 1954 р. — «англ. Flowers Breweries Ltd».
З червня 1951 р. — член Інституту пивоваріння. У цей період опублікував дві наукові праці в журналі Інституту пивоваріння (англ. Journal of the Institute of Brewing).
У 1962 переїхав у село Оффлі неподалік від Лутона і продовжував працювати у «англ. Flowers Breweries» до виходу на пенсію у листопаді 1966 року.
Жертвував кошти на національну справу.
Нагороджений Хрестом Симона Петлюри. 6 грудня 1966 року — Воєнним хрестом.

## Твори
- пол. Dymitr Tiukow, Mikołaj Zakomorny, O tryptofanie w mleku krowiem (Poznań, 1934)
- пол. Tadeusz Chrząszcz, Mikołaj Zakomorny, Teoria i praktyka gromadzenia kwasu cytrynowego przez pleśniaki w procesach biochemicznego rozkładu cukru (Poznań, 1934)
- пол. Tadeusz Chrząszcz, Mikołaj Zakomorny, Degeneracja biochemicznych własności silnie kwaszących kultur Aspergillus niger (Poznań, 1939)

Автор статей:
- «Український пласт в Ч. С.Р»,
- «Загін Українських Старших Пластунів (Ольд-скаутів) імени Орлика при Українській Господарській Академії в Ч. С. Р.»,
- «Кіш Українських Пластунів в Подєбрадах»,
- «Пластова вечірка в Подєбрадах»,
- «Подєбрадський гурток танцюристів» та ін.